# Mfoundi (Département)
Mfoundi ist ein Département der Region Centre in Kamerun. Er umfasst Kameruns Hauptstadt Yaoundé.